# 안드로이드 SDK
안드로이드 SDK(Android SDK)는 포괄적인 개발 도구를 포함하는 소프트웨어 개발 키트이다. 여기에는 디버거, 라이브러리, QEMU 기반 핸드셋 에뮬레이터, 설명서, 샘플 코드 및 튜토리얼이 포함된다. 현재 지원되는 개발 플랫폼에는 리눅스(모든 최신 데스크톱 리눅스 배포판), 맥 OS X 10.5.8 이상, 윈도우 7 이상이 포함된다. 2015년 3월 현재, SDK는 안드로이드 자체에서 사용할 수 없지만, 특수 안드로이드 애플리케이션을 사용하여 소프트웨어 개발이 가능하다.
2014년 말까지 공식적으로 지원되는 통합 개발 환경(IDE)은 안드로이드 개발 도구(ADT) 플러그인을 사용한 이클립스였다. 2015년 기준으로 안드로이드 스튜디오가 공식 IDE이지만 개발자들은 다른 사용자들을 자유롭게 사용할 수 있지만 구글은 ADT가 2015년 말부터 공식 안드로이드 IDE로서 안드로이드 스튜디오에 집중하기 위해 공식적으로 더 이상 사용되지 않음을 분명히 하였다. 또한 개발자는 텍스트 편집기를 사용하여 자바와 XML 파일을 편집한 다음 명령행 도구(Java Development Kit 및 Apache Ant 필요)를 사용하여 안드로이드 응용 프로그램을 만들고, 빌드하고, 디버깅할 수 있으며, 연결된 안드로이드 장치(예: 재부팅 트리거, 소프트웨어 패키지 설치)를 원격으로 제어할 수 있다.
안드로이드 SDK의 향상은 전반적인 안드로이드 플랫폼 개발과 관련이 있다. SDK는 또한 개발자들이 구형 기기를 대상으로 삼기를 원하는 경우에 대비하여 구형 버전의 안드로이드 플랫폼을 지원한다. 개발 도구는 다운로드 가능한 구성 요소이므로 최신 버전과 플랫폼을 다운로드한 후 호환성 테스트를 위해 이전 플랫폼과 도구도 다운로드할 수 있다.
안드로이드 응용 프로그램은 .apk 형식으로 패키지되어 안드로이드 OS의 /data/app 폴더 아래에 저장된다(이 폴더는 보안상의 이유로 루트 사용자만 액세스할 수 있다. APK 패키지에는 .dex 파일 (달빅 실행 파일이라 불리는 컴파일된 바이트 코드 파일), 리소스 파일 등이 포함되어 있다.